# Uyem Beriring
Uyem Beriring is een bestuurslaag in het regentschap Gayo Lues van de provincie Atjeh, Indonesië. Uyem Beriring telt 414 inwoners (volkstelling 2010).